# De syv søstrene
La cascata delle sette sorelle (in norvegese De syv søstrene o Sju Søstre, in nynorsk Dei sju systrene, nota anche come Knivsflåfossen) è la 39ª cascata della Norvegia per altezza. La cascata si trova su uno dei fianchi del Geirangerfjord, il fiordo patrimonio dell'umanità UNESCO nella contea di Møre og Romsdal.

## La leggenda delle sette sorelle
Il nome della cascata è legato ad una leggenda locale. Sette sorelle molto belle e incredibilmente somiglianti tra di loro avevano attirato l'attenzione di un principe di passaggio nella zona, il quale aveva ricevuto ospitalità dal padre delle sorelle. Il principe, abbagliato dalla loro bellezza, aveva deciso di sposarne una ma, svegliandosi ogni giorno dopo una notte di bagordi, dimenticava quale avesse scelto il giorno prima.
Col passare degli anni le sorelle diventarono inconsolabili e cominciarono a versare lacrime che si tramutarono nei rigoli d'acqua che formano le cascate. Di fronte alle sette sorelle, sull'altra sponda del fiordo, la cascata del pretendente (Friaren in norvegese), a forma di bottiglia a rievocare le notti trascorse per scegliere la sposa, flirta con loro.

## Geografia
La cascata è formata dal fiume Knivsflåelvane che si getta dalla scogliera settentrionale del Geirangerfjord, nel comune di Stranda. Le sette sorelle sono una cascata segmentata in 7 flussi che si riducono a 4 durante i mesi estivi, il più alto dei quali compie un salto di circa 250 m.
Nei pressi della cascata sorge una fattoria storica perfettamente conservata nota come Knivsflå.

### Accessi
La cascata è una nota meta turistica che attira visitatori da tutto il mondo. In genere le navi da crociera dirette al Geirangerfjord sostano nei pressi della cascata. Tuttavia la cascata è visibile lasciando la strada 63 poco più a nord di Geiranger.

## Galleria d'immagini

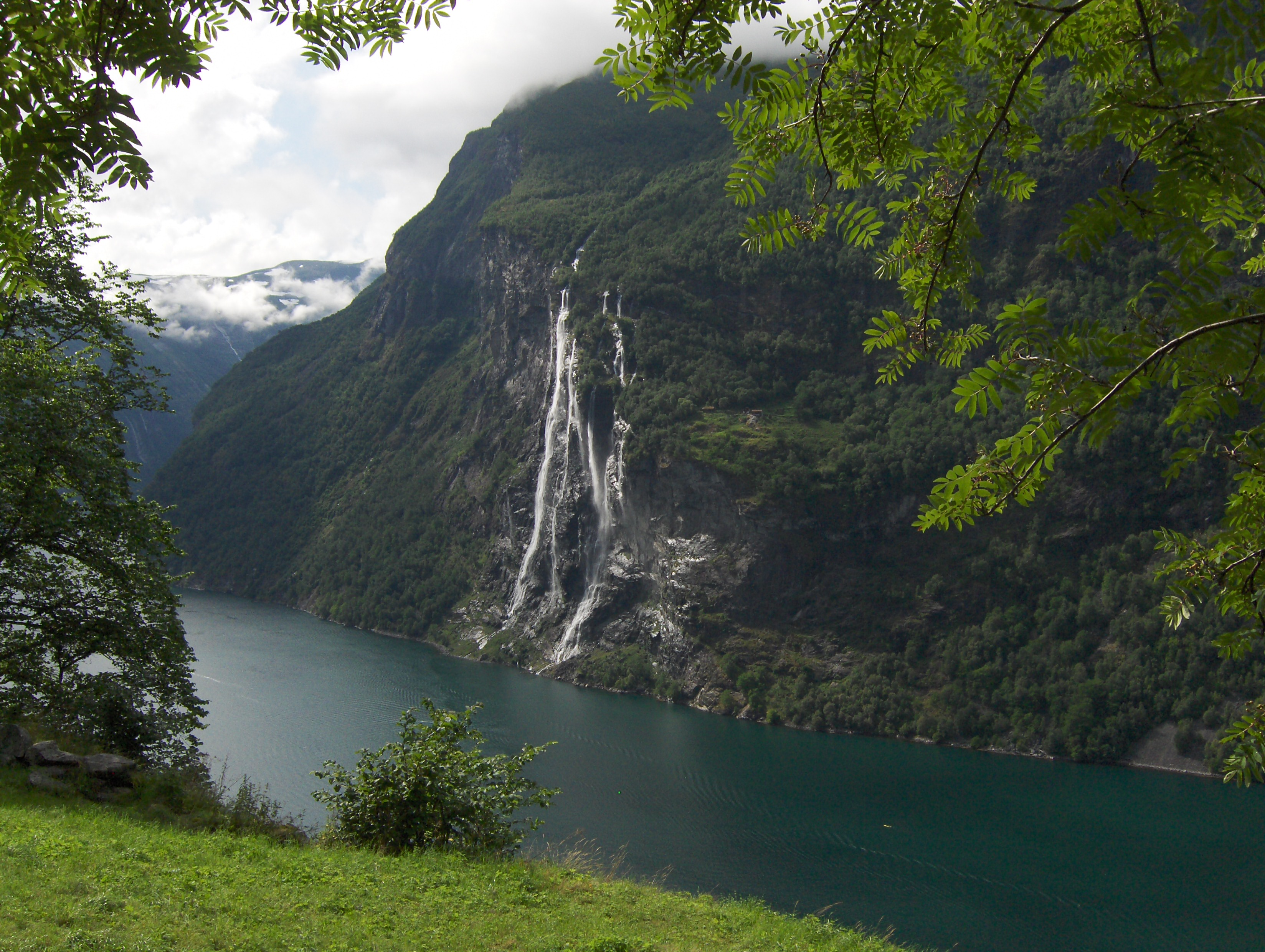
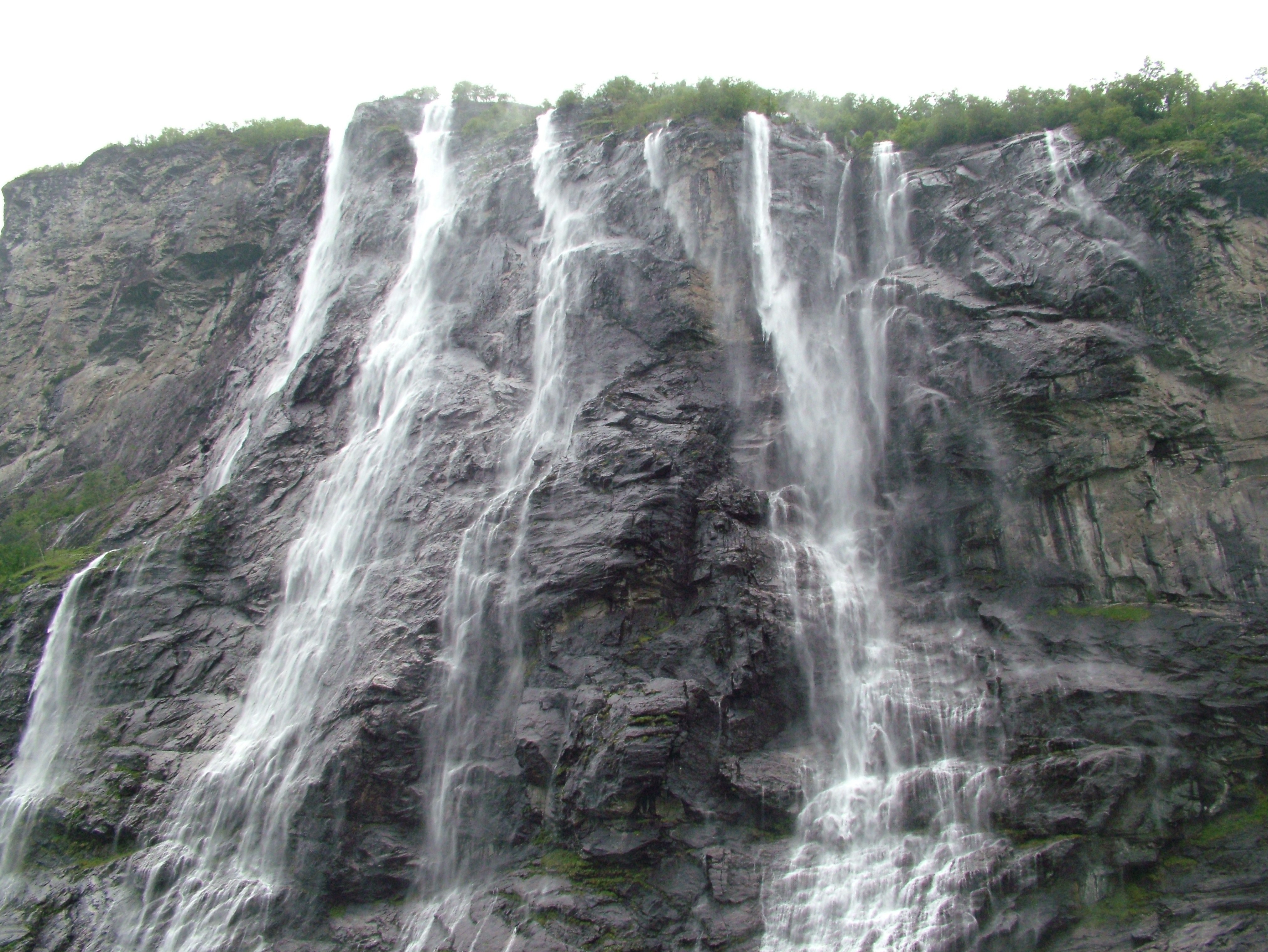
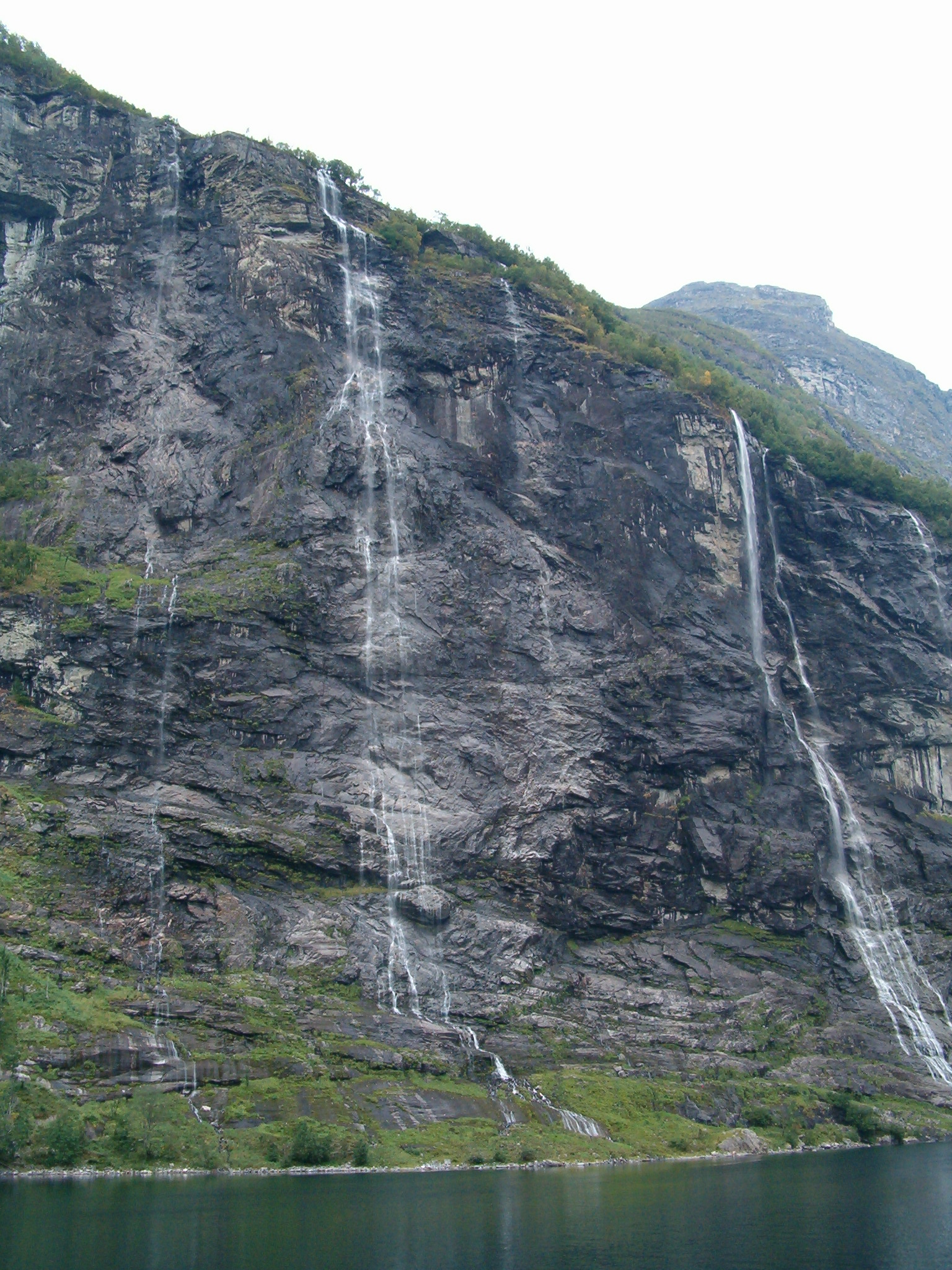
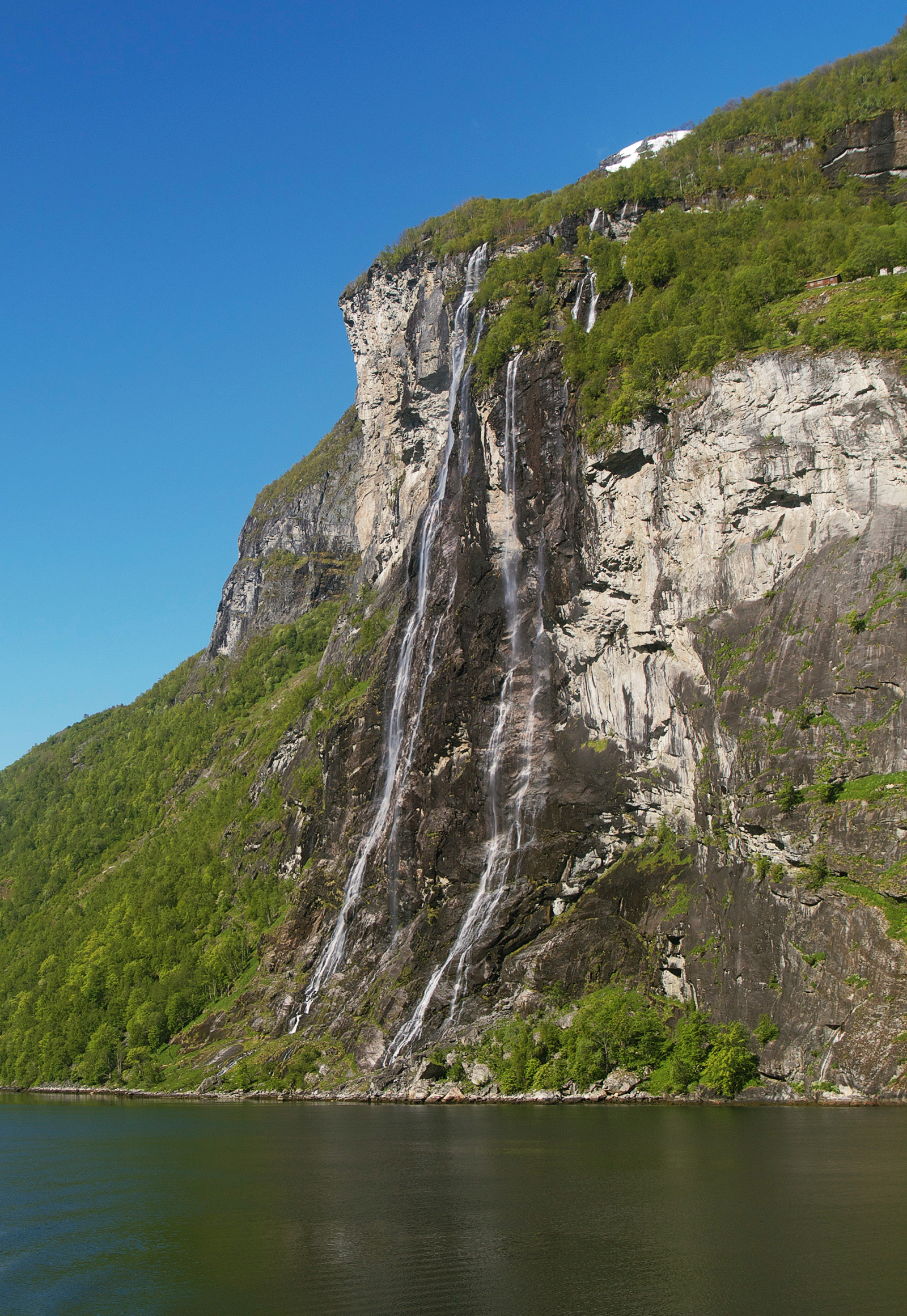
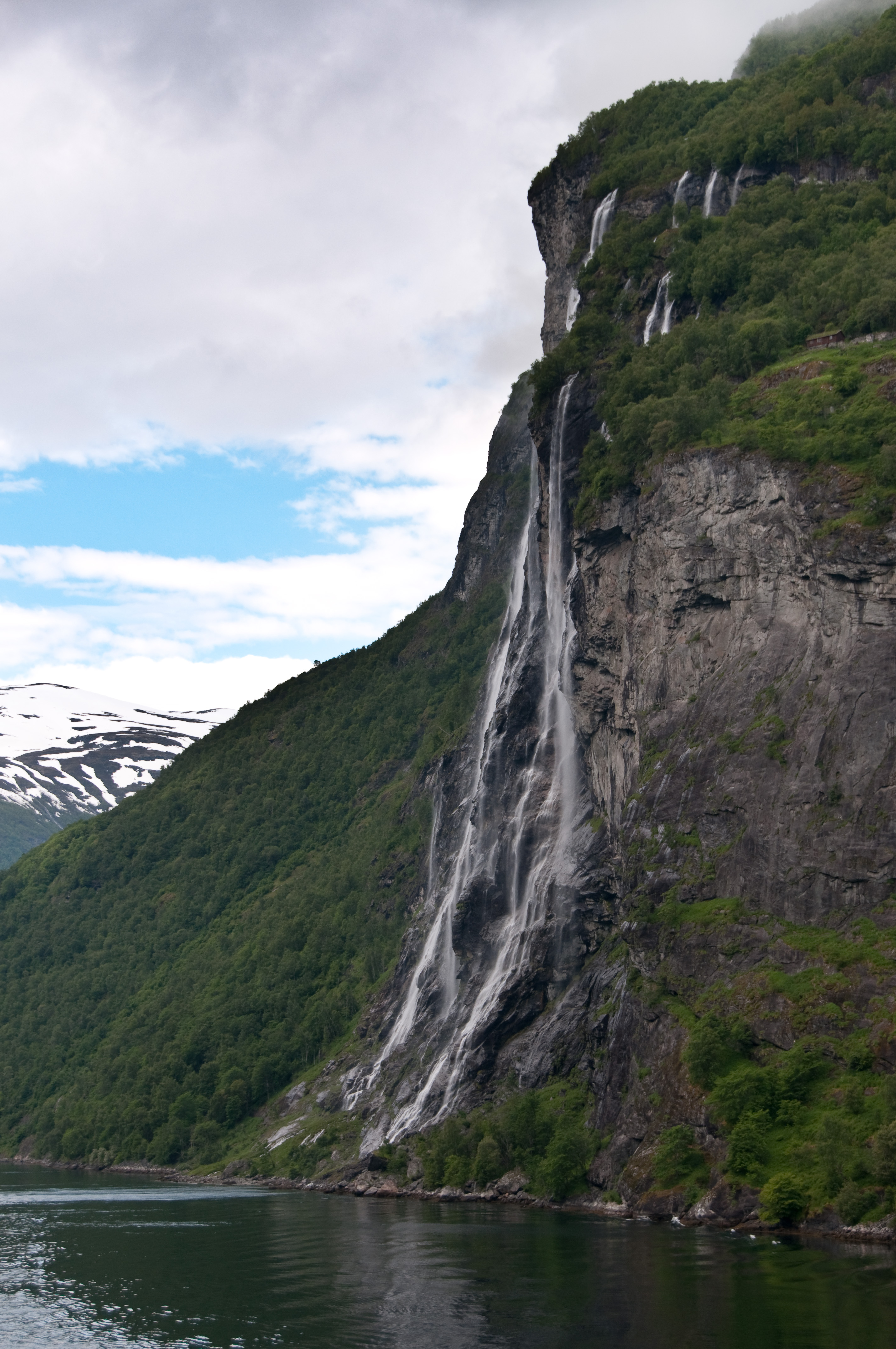
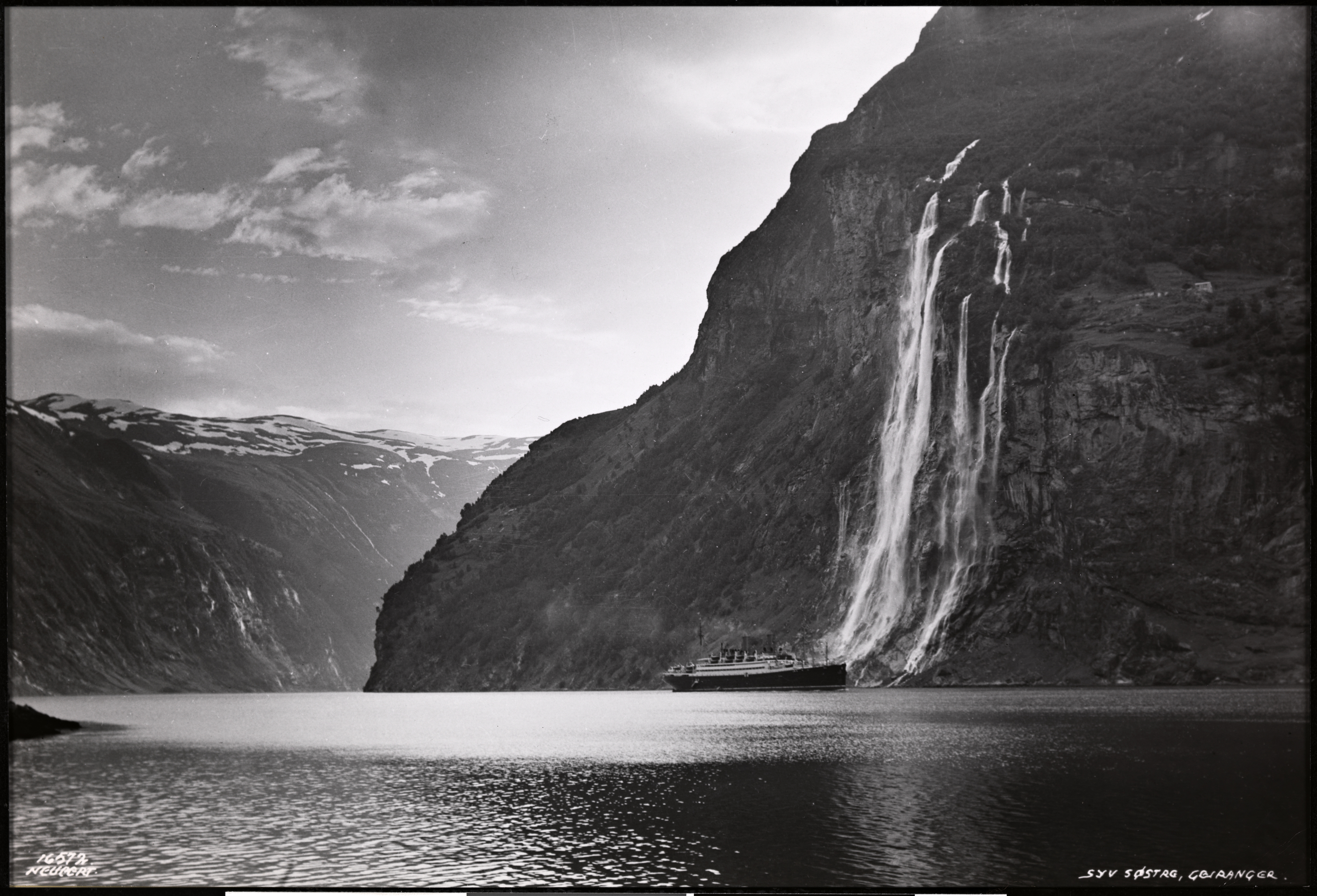